# Stefanie Zweig
Stefanie Zweig (Leobschütz, 19 september 1932 - Frankfurt am Main, 25 april 2014) was een Duitse schrijfster en journaliste.

## Leven en werk
In 1938 vluchtte Zweigs Joodse familie vanwege de nationaalsocialistische vervolging naar Kenia, waar zij haar jeugd op een boerderij doorbracht en het land ontdekte. Later ging zij naar een Engels internaat van de - toen nog - Britse kolonie.
Na de Tweede Wereldoorlog keerde de familie in 1947 naar Duitsland terug. Zij bezocht in Frankfurt am Main de Schillerschool en behaalde daar in 1953 haar abitur.
Vanaf 1959 werkte zij als cultuurredacteur bij de Avondpost in Frankfurt waar zij van 1963 tot 1988 een feuilleton verzorgde. Omdat zij eenmaal in Duitsland het land uit haar kinderjaren miste, begon zij haar belevenissen en indrukken uit Kenia in meerdere autobiografische romans vast te leggen. Met haar romans over Afrika werd zij een bestseller schrijfster. Haar autobiografische roman Nirgendwo in Afrika verscheen in 1995 en werd in 2001 door Caroline Link in Duitsland verfilmd. In 2003 werd deze film met een Oscar bekroond in de categorie: 'beste buitenlandse film'. Zweigs boeken bereikten een oplage van meer dan 7,5 miljoen exemplaren.
Zweig stierf in 2014 op 81-jarige leeftijd. Haar graf bevindt zich op het Nieuwe Joodse kerkhof in Frankfurt am Main.

## Onderscheidingen
Zweig ontving in 1993 de Orde van Verdienste van de Bondsrepubliek Duitsland.